# 小行星7611
小行星7611（英語：7611 Hashitatsu）是一颗围绕太阳公转的小行星。1996年1月23日，小林隆男在大泉町发现了此天体。
这颗小行星的绝对星等为170.591802634855等。